# Murus gallicus de Lyon
Vous lisez un « bon article » labellisé en 2018.
Le murus gallicus de Lyon est un mur gaulois découvert sur le plateau sud-ouest de Fourvière lors de fouilles préventives réalisées en 2014 place Abbé-Larue. Sa construction est estimée autour de la première moitié du Ier siècle av. J.-C.
Un diagnostic réalisé en 2012 permet de mettre au jour plusieurs éléments des fortifications jalonnant l'histoire locale : un rempart romain, l'enceinte de la Retraite (XIVe siècle) et l'enceinte de Fourvière (XIXe siècle). La fouille de 2014 confirme les découvertes précédentes et révèle un murus dont la présence était totalement insoupçonnée.
Ce mur est une découverte majeure dans l'histoire de Lyon car il prouve la présence des Gaulois au moment de la fondation de Lugdunum. Le mur romain qui a été bâti juste à côté est aussi très intéressant : c'est le premier tronçon dégagé des remparts augustéens.

## Histoire

### Premières découvertes
En 1968, l'archéologue Amable Audin fait les premières observations sur ce terrain lors de la construction d'une maison de retraite : de nombreux puits sont percés afin d'y couler des pieux en béton pour les fondations du bâtiment. Audin repère au fond de ces puits un gros mur qu'il situe dans la période du Haut-Empire romain,. Il associe cette structure à l'enceinte antique de Lyon et rapporte la présence de nombreux enduits peints.
Le Service archéologique de la Ville de Lyon réalise un sondage d'archéologie préventive en 2012, puis des fouilles en 2014, au 1 place Abbé-Larue sur le site de construction d'une future résidence universitaire. Cette opération, faite sur une surface d'environ 1 200 m2 et une profondeur allant jusqu'à 7 mètres, révèle des vestiges appartenant à quatre périodes différentes : un murus gallicus faisant partie d'une fortification gauloise, un rempart romain avec une tour, un rempart et des structures datant du bas Moyen Âge (peut-être un soubassement de l'ancienne porte Saint-Just) et les maçonneries du bastion numéro 2 de l'enceinte de Fourvière.
Les 64 pieux en béton réalisés pour les fondations de la maison de retraite en 1968 ont percé et endommagé les vestiges en de nombreux endroits. Le diagnostic de 2012 permet un examen plus approfondi et met au jour plusieurs murailles, un égout, une urne funéraire et des fragments d'objets. La fouille de 2014 amène à la découverte d'un murus gallicus antérieur au mur romain. Le site est ensuite recouvert par une résidence universitaire à deux niveaux de parkings souterrains.

### Contexte de la découverte dumurus
Jusqu'en 2014, les traces d'occupation les plus anciennes connues sur le plateau de Fourvière dataient déjà du second Âge du fer mais se résumaient à un réseau de fossés pouvant correspondre à l'enclos d'un sanctuaire. Amable Audin attribue ce qu'il identifie comme des maçonneries antiques à l'enceinte de Lugdunum : les historiens doutent par la suite de son existence, mais les fouilles à venir espèrent la confirmer. Entre les années 1980 et 2000, l'étude du mobilier recueilli dans les fossés d'un autre site de la colline de Fourvière, le Clos du Verbe Incarné, montre que les premières traces d'occupation remontent au IIe siècle av. J.-C..
La découverte d'un segment de fortification de type murus gallicus à poutrage horizontal et rampe arrière confirme définitivement l'occupation de Lyon avant sa « fondation » par Lucius Munatius Plancus. En effet, ce rempart avec un plan d'eau aménagé à l'arrière, laisse envisager l'existence d'un oppidum, ville de tradition celtique qui existait préalablement à la conquête romaine. Ainsi, cette fouille est doublement exceptionnelle : le rempart augustéen est confirmé et le mur défensif gaulois est aussi nouveau qu'inattendu.

## Description

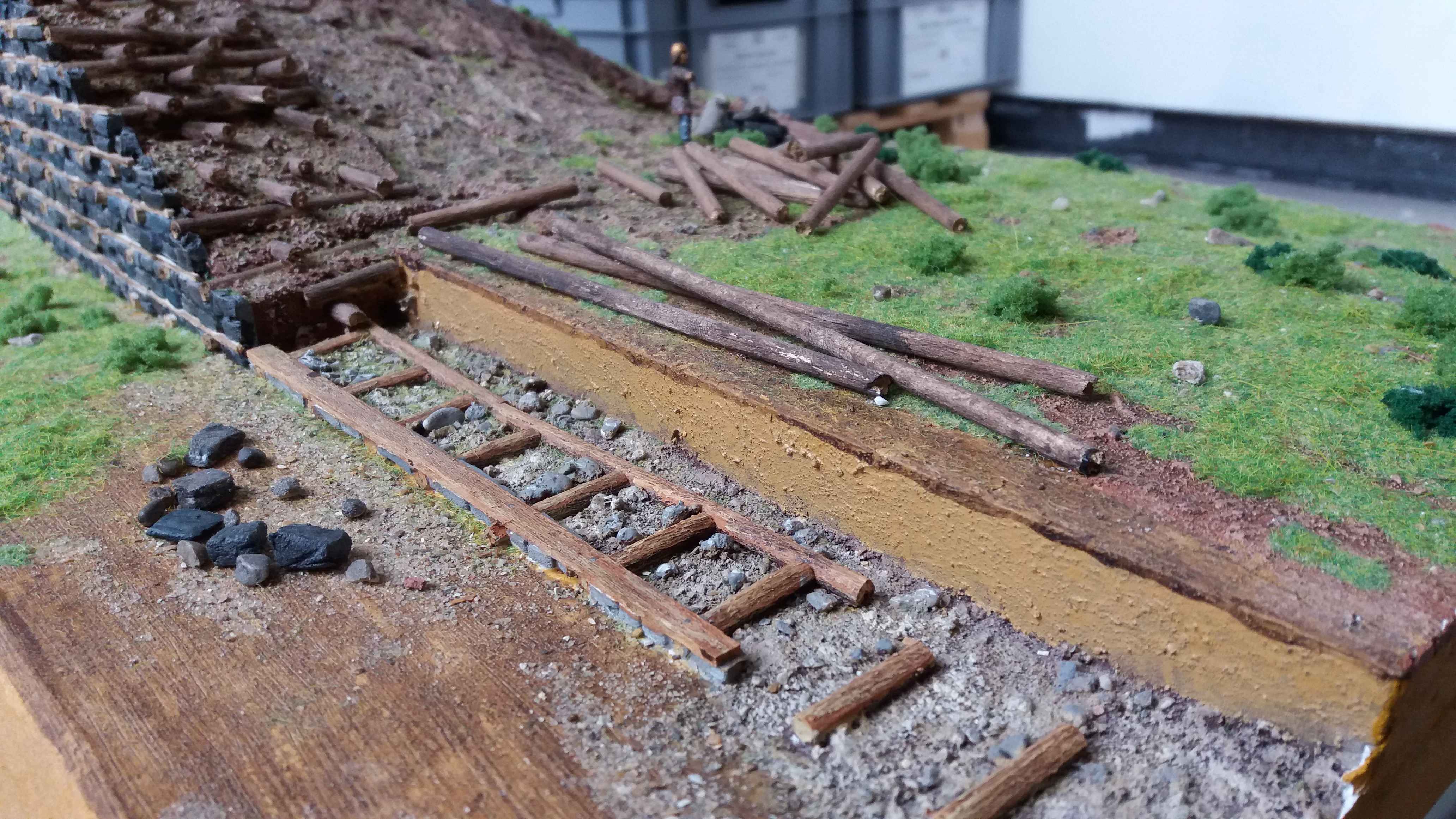
Restitution du murus gallicus, maquette de Nicolas Hirsch (Service archéologique de la Ville de Lyon).

Le murus gallicus a été observé sur une longueur de 30,54 mètres. Orienté au 52,3 ° ouest, il est presque parallèle au rempart romain et présente une légère pente évaluée à 6,6 %. Il est constitué d'un mur de parement en pierres sèches appuyé contre un talus de terre artificiel qui devait mesurer 4 à 5 mètres. Sa structure correspond aux murs des sites fortifiés gaulois d'Europe occidentale et il fait partie de la famille des remparts protohistoriques à poutrage horizontal et rampe arrière du second Âge du Fer final.
En comparaison de trois typologies de murus gallicus, le mur lyonnais se situe dans la période la plus tardive, caractérisée par une première poutre longitudinale interne et faite d'un madrier de 5 à 10 centimètres d'épaisseur, avec une façade qui montre une alternance verticale de bois et de pierres de parement. Cette technique est retrouvée à Vertault (deuxième moitié du Ier siècle av. J.-C.) et dans les remparts d'Alésia (Ier siècle av. J.-C.).
Le mobilier ne permettant pas de dater exactement le murus, il est possible qu'il ait servi jusqu'au début du principat d'Auguste, la colonie de Plancus n'ayant pas eu de fortifications monumentales.

## Diagnostic de 2012

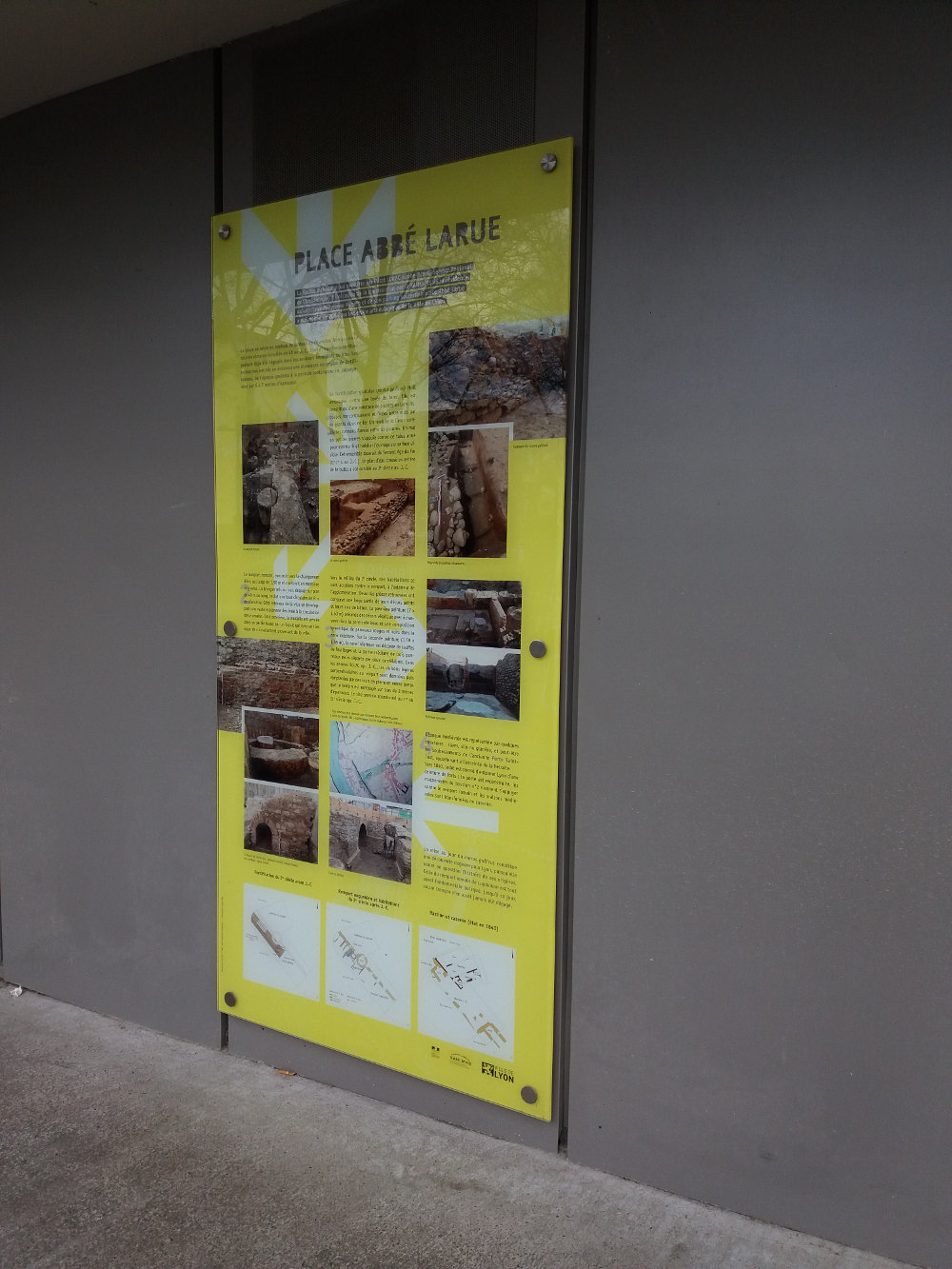
Panneau de présentation de la synthèse des fouilles sur le mur de la résidence universitaire.

Avant la construction d'une résidence universitaire, un arrêté de prescription pour un diagnostic d'archéologie préventive est pris le 3 janvier 2012. L'archéologue Michèle Monin est nommée responsable de l'intervention et l'action est menée sur le terrain par le Service archéologique de la Ville de Lyon, entre le 22 mai et le 26 juin 2012, pour un total de 48 jours-hommes. À cela s'ajoutent 3 jours-hommes de préparation, 93 jours-hommes de chantier et 94 jours-hommes d'étude. Trois archéologues permanents et un archéologue bénévole participent aux opérations.
Lors de cette première phase, trois sondages sont réalisés : deux sondages blindés ouverts sur une profondeur moyenne de 5,60 mètres, et une observation de surface.

### Contexte
Le terrain est situé à 400 mètres du théâtre antique et de l'odéon. Plusieurs découvertes antiques importantes ont été faites précédemment autour du site : des vestiges d'habitat, un atelier de métallurgie et un ensemble thermal rue des Tourelles (1974), un établissement thermal et des îlots d'habitations rue des Farges (entre 1974 et 1980), et au 8 place Abbé-Larue une maison gallo-romaine avec atrium (2000).
Le site qui se trouvait au centre de la ville romaine a été occupé entre la fin du Ier siècle av. J.-C. et le début du IIIe siècle. Il est abandonné après un violent incendie, puis utilisé comme zone funéraire jusqu'au haut Moyen Âge.
En 1362, Charles V le Sage ordonne la construction d'une enceinte pour défendre la ville contre les Anglais et les Tard-Venus ; elle est terminée en 1378. Autour de la place Abbé-Larue se trouvaient une de ses entrées, la porte de Saint-Just, et probablement une des tours défensives.
Cette enceinte est reconstruite entre 1834 et 1838, un de ses bastions est retrouvé sur la parcelle fouillée. Elle est détruite autour de 1945.

### Mobilier
L'inventaire des fouilles rapporte 3 279 tessons dont 2 620 sont d'origine antique, les autres appartenant aux époques moderne et contemporaine.
Le mobilier le plus important est celui en fer, constitué de 59 fragments pour 2 270,4 grammes. Un seul fragment en pâte de verre a été trouvé, il appartient à un agitateur à parfum. Les fragments d'enduit peint ne sont que des déblais : ils proviennent de maisons et de périodes différentes,.

### Rempart romain

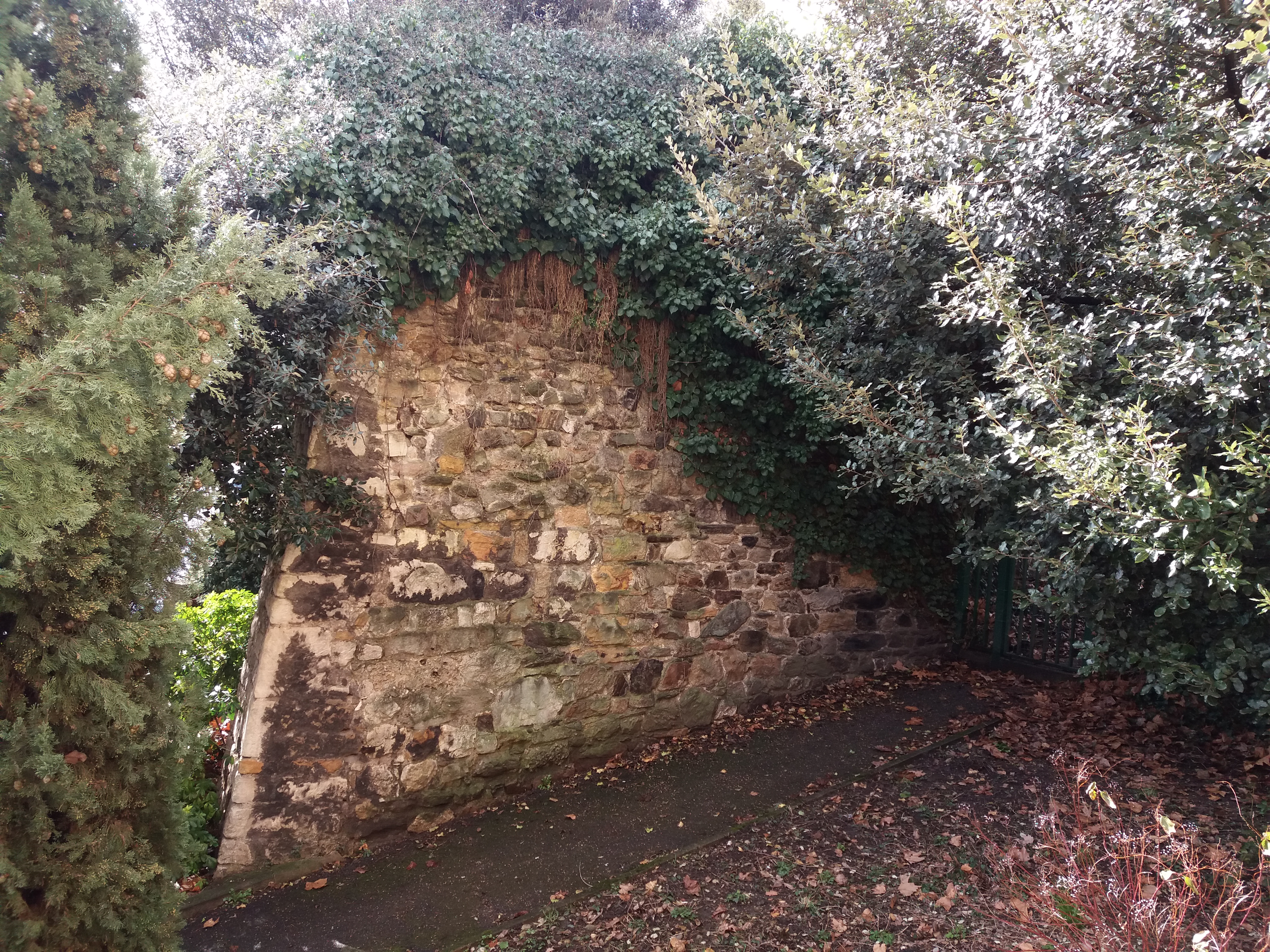
Vestiges du rempart médiéval, montée du Télégraphe, qui traversait la place Abbé-Larue.

Le mur aperçu en 1968 par Amable Audin a été en partie démonté lors du sondage de 2012, ce qui était nécessaire pour poser les structures métalliques de la nouvelle construction. Large de 1,80 mètre et initialement haut de 4 mètres (les fondations n'ont pu être sondées), il est composé de blocs de granite liés avec un mortier blanchâtre. Un égout voûté construit en briques le traverse de part en part. Trois fragments de céramique trouvés dans les dépôts de cet égout sont datés de la période augustéenne.
Ce mur construit dans le Haut-Empire romain n'a été utilisé que pendant une cinquantaine d'années. Érigé pendant la Pax Romana, son rôle était plus symbolique qu'utilitaire : des constructions ont été édifiées contre lui et en son extérieur dans la deuxième moitié du Ier siècle,.
Le mur médiéval, appelé « enceinte de la Retraite », construit en 1362 après la bataille de Brignais, a été entièrement détruit sur le site lors de la mise en place des fondations de la maison de retraite en 1968.

### Espace funéraire
Une urne funéraire est découverte au pied de la muraille. Elle est décrite comme « un pot à cuire cylindrique à col côtelé, en céramique commune sombre grise, munie d'une seule anse ». La datation de son contenu, des ossements brûlés et des sédiments, donne une période comprise entre 30 et 50 apr. J.-C. L'espace funéraire est confirmé par les couches supérieures qui contiennent des charbons de bois et des os brûlés.
Cette urne est similaire à la production de l'atelier de la Sarra découverte en 1969 sur la colline de Fourvière. Haute de 21 centimètres, elle contenait des ossements humains sans résidus charbonneux, probablement lavés après crémation. Les analyses permettent de dire que « les restes humains appartiennent à un individu minimum, de sexe inconnu, […] de taille adulte, décédé au plus tôt grand adolescent ». La masse totale des ossements est de 400,2 grammes, ce qui correspond à la moyenne observée dans les balsamaires lyonnais,.

### Remblais
Les couches suivantes témoignent de l'abandon du site et de son utilisation comme espace de décharge. Elles contiennent de nombreux fragments archéologiques provenant d'os, de coquilles d'huîtres, d'éléments de construction, de vaisselle, de métal ou encore de céramiques dont la datation donne une période comprise entre 70 et le Ier siècle apr. J.-C. Des alliages cuivreux laissent supposer la présence proche d'un atelier de métallurgie,. La dernière couche de terre contient du mobilier daté autour des IIIe et IVe siècles.

## Fouille de 2014
Une fouille archéologique préventive sur l'intégralité de la parcelle à construire est réalisée entre le début de l'année 2014 et le 31 juillet. La surface concernée s'étend sur 1 055 m2 et la profondeur de 6 à 7 mètres se situe entre 247,10  et   254 mètres NGF. La partie étudiée se limite aux niveaux de terrassement des parkings du futur bâtiment, des éléments du mur situés plus bas n'ont ainsi pas pu être sondés.
De nombreux éléments du murus gallicus ont pu être identifiés : un creusement dans le lœss haut de 1,10 mètre devant le rempart (côté sud), un poutrage horizontal dont on a retrouvé les empreintes des poutres et 48 clous en fer, cinq niveaux de superposition de poutres entrecroisées, un blocage de gros galets qui maintient l'ouvrage et un parement composé de gneiss en pierres sèches et de petits blocs bruts de calcaire.
Au nord du mur se trouvait un plan d'eau dont le mobilier a été daté de la fin du Ier siècle, mais il n'est pas possible de dire s'il faisait partie de l'ouvrage défensif : il a pu être rempli postérieurement. La présence de ce murus implique celle d'un oppidum, mais aucune autre découverte ne permet pour l'instant d'en donner l'emplacement.

### Contexte
Les plus anciennes traces humaines découvertes sur le site datent de la fin de la préhistoire et se trouvaient à environ 7 mètres de profondeur, sur une épaisseur de 70 cm. Quelques fragments de céramique ont été trouvés, appartenant probablement au Néolithique final (Campaniforme et Bronze ancien). Un très petit nombre de tessons appartiennent au Bronze final ou au début de l'âge du fer. Ces rares traces confirment que la population habitait à cette époque la plaine de Vaise et non pas le plateau de Fourvière.

### Rempart romain

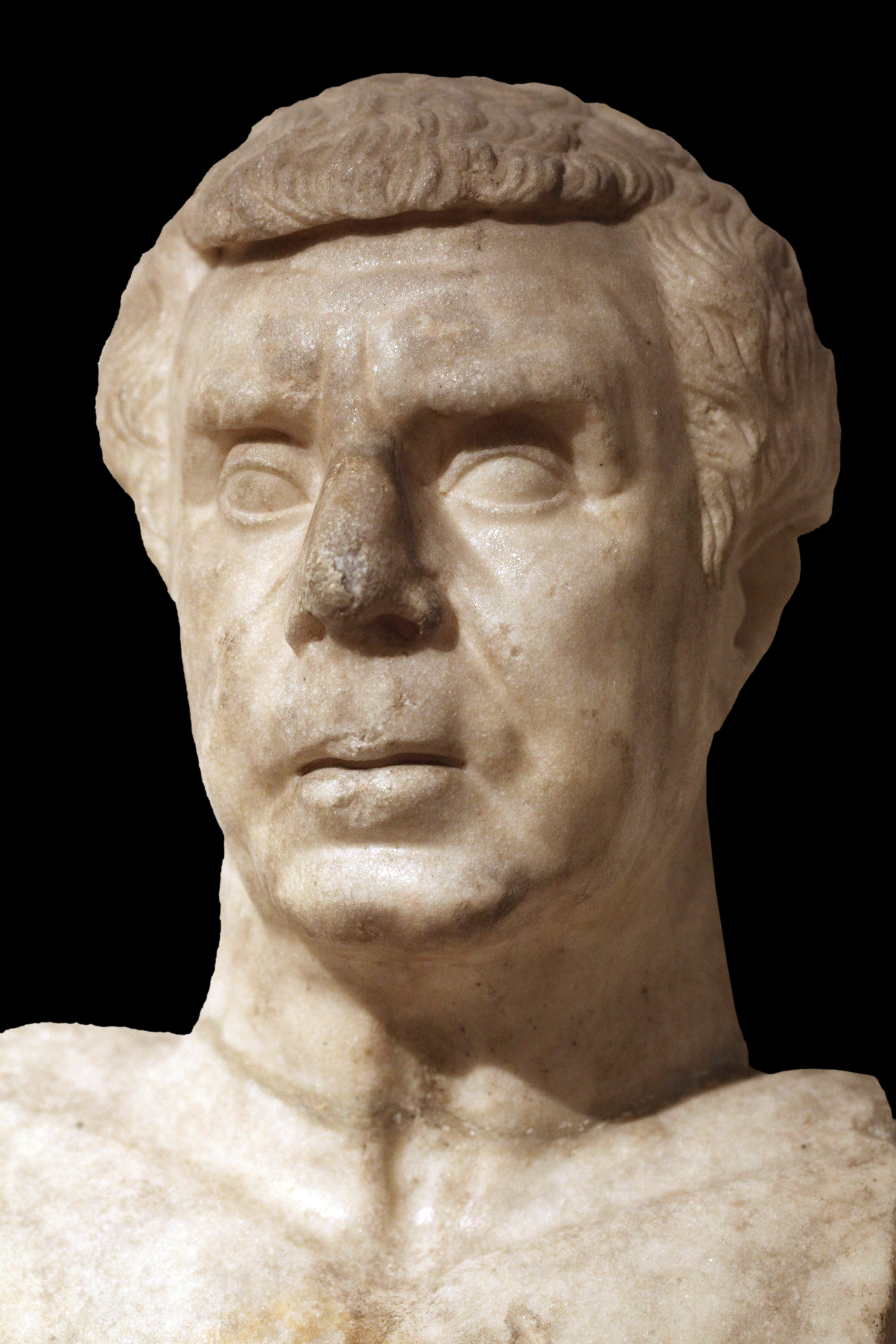
Buste présumé de Plancus (musée Lugdunum).

Avant la construction du rempart augustéen, le murus s'est effondré. Différents niveaux ont été retrouvés, notamment à l'intérieur de la tour romaine, formant un talus dans lequel des éléments de céramique d'influence italique ont été collectés et datés autour de 20 à 15 av. J.-C. (soit 25 à 30 ans après la fondation de Lugdunum par Lucius Munatius Plancus). L'occupation similaire de fortifications celtiques par les Romains a été observée sur le site de La Chaussée-Tirancourt, située entre 40 et 25 av. J.-C..

### Site et plan d'eau
Les analyses paléoenvironnementales effectuées sur des prélèvements apportent de nombreuses informations sur l'état du site à l'époque du murus. Un plan d'eau artificiel s'est formé après l'édification de la fortification ; du mobilier trouvé dans ses premiers niveaux de comblement est daté entre 30 et 15 av. J.-C. Une forte présence humaine ne fait aucun doute à cette époque, prouvée par des essences forestières utilisées comme combustible (provenant de forêts alentour), ainsi que des indices de cultures céréalières et des déchets alimentaires tels des restes de fruits locaux (figue, merise, raisin et sureau) et d'olives importées. Enfin, de nombreux œufs ont été identifiés, et les analyses paléoparasitologiques montrent la présence de bétail.

## Conclusion des opérations archéologiques
Les fouilles du site Abbé-Larue ont dessiné un nouveau pan de l'histoire de Lyon en apportant la preuve matérielle de la présence d'un oppidum sur le plateau de Fourvière, lieu que l'on croyait inhabité avant la fondation de Lugdunum en 43 av. J.-C. Même si le cadre limité de ces fouilles ne permet pas de donner l'étendue de la population à cet endroit ni de dire pourquoi elle s'est retranchée sur cette colline, il confirme le seul texte qui faisait référence au passé celtique de Lugdnunum (De Fluviis, IIe siècle apr. J.-C.).
Les résultats de la fouille archéologique préventive ont « dépassé toute espérance ». Malgré les nombreuses modifications du site au cours des siècles, l'étude interdisciplinaire des vestiges a mis au jour de nouveaux éléments sur le passé lyonnais et laisse en suspens le véritable rôle du général Plancus.

## Unoppidumlyonnais?
En 1965, Amable Audin formule l'hypothèse de la présence d'un oppidum à Lyon mais aucune preuve ne lui permet de corroborer son intuition. À partir du début des années 1980, des fouilles mettent au jour beaucoup de mobilier en de nombreux points de Fourvière, démontrant une fréquentation importante de la colline, sans pour autant trouver de témoins de structures d'habitats pérennes. Le plus important d'entre eux est le site de l'ancien clos religieux du Verbe Incarné, dont le contenu d'un fossé composé à 95 % d'ossements d'animaux et d'amphores est daté entre la fin du IIe siècle et le début du Ier siècle av. J.-C.. Fourvière se distingue des sites gaulois contemporains de la région, tels Bibracte, Corent, Gondole ou Vesontio, par son absence de marqueurs domestiques liés à l'habitat : on n'y trouve quasiment aucune trace de parures, de monnaies ou d'instrumentum.
En 2006, plusieurs découvertes attestent de la présence d'une agglomération à la fin de l'âge du fer dans le quartier de Vaise, mais ne permettent pas de déterminer s'il y avait un ou plusieurs oppida : quatre tombes sous tumulus avec chambre funéraire en bois (IIe siècle av. J.-C.) et des fossés remplis d'amphores et de jetons retaillés. Cependant, les habitations sont à cette époque souvent construites en hauteur, comme pour les Arvernes, les Éduens, les Séquanes ou encore les Ségusiaves. Un éventuel oppidum serait donc à chercher dans les secteurs de La Duchère, de La Croix-Rousse ou de Fourvière.
Dans ce contexte, la découverte du murus gallicus en 2014 est « spectaculaire ». L'ensemble des fouilles de la colline montre que Fourvière était un « important pôle d'activités socio-économiques de l'Est ségusiave à la fin de l'âge du Fer ». Son évolution progressive en un lieu de rassemblement et de culte, puis en agglomération gauloise avant la fondation de la colonia Copia Felix Munatia « ne fait plus aucun doute ».